# Alex Høgh Andersen
Alex Høgh Andersen (Slagelse, 20 maggio 1994) è un attore danese. È principalmente conosciuto per il ruolo di Ivar il Senzaossa nella serie Tv  storica Vikings.

## Biografia
Nato e cresciuto in una piccola città a sud-ovest di Copenaghen, Andersen ha scoperto il suo amore per la recitazione mentre studiava recitazione a scuola. Fu lì che apprese le basi della recitazione, tra cui la disciplina, l'attenzione e il lavoro di squadra necessari per avere successo nel business. Andersen ha partecipato a molti spettacoli musicali e ha avuto la fortuna di acquisire molta esperienza con molti ruoli importanti. Come i suoi eguali, ha iniziato a fare audizioni per ruoli cinematografici. All'età di 17 anni, Andersen realizzò la differenza tra le esibizioni dal vivo e la recitazione di fronte a una telecamera. Questo lo  incoraggiò a perseguire studi cinematografici e mediatici all'Università di Copenaghen.
Quando non recita, Andersen ama trascorrere molto del suo tempo concentrandosi sulla fotografia. Considerandosi una persona di mentalità visiva, continua ad apprendere sempre di più sulle fotocamere a causa della sua esperienza nel girare e dirigere cortometraggi. Inoltre, ha imparato a ballare, cantare, praticare sport, scherma e acrobazie.

## Filmografia

### Cinema
- Ødeland, regia di Jesper Quistgaard - cortometraggio (2015)
- Krigen, regia di Tobias Lindholm (2015)
- Kysset, regia di Mathias Broe - cortometraggio (2015)
- Kræftens Bekæmpelse: Burn Burn Burn, regia di Christian E. Christiansen - cortometraggio (2015)
- No Soldier, regia di Frederik Barington - cortometraggio (2015)
- Uro, regia di Jacob Tschernia - cortometraggio (2018)
- Et bånd mellem mennesker, regia di Stefan Pflug - cortometraggio (2019)
- Un'ombra negli occhi (Skyggen i mit øje), regia di Ole Bornedal (2021)
- Nattevagten - Dæmoner går i arv, regia di Ole Bornedal (2023)
- La stanza accanto (The Room Next Door), regia di Pedro Almodóvar (2024)

### Televisione
- Outsider – miniserie TV, 3 puntate (2012)
- Tvillingerne & Julemanden – serie TV, 24 episodi (2013)
- Hedensted High – serie TV, episodio 1x03 (2015)
- Centrum – serie TV, episodi 1x02-1x22 (2020)
- Vikings – serie TV, 53 episodi (2016-2020)
- The Viking - Downfall of a Drug Lord – miniserie TV, 4 puntate (2022)
- Loro uccidono - Nel buio della mente (Den som dræber - Fanget af mørket) – serie TV, 5 episodi (2023)

## Teatro
| Anno | Titolo           | Ruolo            | Note             |
| ---- | ---------------- | ---------------- | ---------------- |
| 2010 | Sværdet i Stenen | Arthur Pendragon | Ruolo principale |

## Doppiatori italiani
Nelle versioni in italiano delle opere in cui ha recitato, Alex Høgh Andersen è stato doppiato da:
- Davide Perino ne La stanza accanto